# Open Society Foundations
Open Society Foundations (pol. Fundacje Społeczeństwa Otwartego), do 2010 r. Open Society Fund (pol. Fundusz Społeczeństwa Otwartego), Open Society Institute – fundacja założona w 1993 r. w Stanach Zjednoczonych przez George’a Sorosa – amerykańskiego miliardera, pochodzącego z żydowskiej rodziny węgierskiej. Nazwa fundacji pochodzi od książki Społeczeństwo otwarte i jego wrogowie Karla Poppera, którego George Soros był uczniem.
Fundację założono w celu promowania demokracji, społeczeństwa obywatelskiego, praw człowieka, edukacji, społeczeństwa otwartego i pro-rynkowych reform społeczno-ekonomicznych. Poprzez wsparcie sektora organizacji pozarządowych, po upadku komunizmu, wspierano przemiany demokratyczne w krajach Europy Wschodniej. Po akcesji w 2004 r. wielu krajów Europy Wschodniej do Unii Europejskiej pomoc finansowa fundacji w tym rejonie została znacząco zredukowana, a fundacja swoją aktywność przeniosła w inne rejony świata.
Open Society Institute finansowała między innymi polską Fundację Batorego. 
W maju 2018 w związku z nieprzychylnym nastawieniem rządu Fideszu organizacja zlikwidowała biuro w Budapeszcie.
Współzałożycielką fundacji była Irena Veisaitė.